# Bernold de Constance
Pour les articles homonymes, voir Bernold (homonymie).
Bernold de Constance, ou Bernold de Saint-Blaise, ou Bernoldus Constantiensis (né v. 1050 - mort le 16 septembre 1100 à l'abbaye d'Allerheiligen, près de Schaffhouse) est un moine bénédictin, chroniqueur et historien allemand du haut Moyen Âge.

## Biographie
Bernold fut éduqué à l'école-cathédrale de Constance par Bernard de Constance. Il prend part au concile de Rome de 1079 et reçoit l'ordination à la prêtrise des mains du cardinal Othon d'Ostie, futur Pape Urbain II (1088-1099), à Constance en 1084.
Bernold est surtout connu comme chroniqueur et historien de l'abbaye Saint-Blaise (Forêt-Noire), où il entre en 1086. Il écrit aussi des ouvrages de scolastique et des traités canoniques et s'oppose au nicolaïsme et à la simonie.
Son œuvre la plus fameuse est sa chronique de la création du monde à l'an 1100. C'est une source littéraire majeure pour l'étude de la Querelle des Investitures (1075-1122).
Bernold de Constance fut aussi un ardent partisan de la réforme grégorienne.
Il termina ses jours à l'abbaye bénédictine de Schaffhouse.

## Sources
- Traduction de l'article Wikipedia en allemand.

- Notices dans des dictionnaires ou encyclopédies généralistes :   - Britannica
  - Deutsche Biographie
  - Dictionnaire historique de la Suisse
- Notices d'autorité :   - VIAF
  - ISNI
  - BnF (données)
  - IdRef
  - LCCN
  - GND
  - Italie
  - CiNii
  - Pays-Bas
  - Israël
  - NUKAT
  - Suède
  - Vatican
  - Norvège
  - Tchéquie
  - WorldCat